# Piotr Kamler
Piotr Kamler (ur. 30 czerwca 1936 w Warszawie) – polski twórca filmów animowanych.
W 1959 ukończył Akademię Sztuk Pięknych w Warszawie, dyplom na wydziale grafiki.
W latach 1959–1986 przebywał w Paryżu, gdzie kontynuował studia plastyczne w paryskiej Akademii Sztuk Pięknych. W 1960 nawiązał współpracę z eksperymentalnym studiem Service de la Recherche de la RTF, kierowanym przez francuskiego kompozytora awangardowego Pierre’a Schaeffera i współpracował z nim do 1974. Wtedy to powstały abstrakcyjne filmy animowane, będące wynikiem współpracy reżysera z twórcami muzyki konkretnej takimi jak: Iannis Xenakis, François Bayle, Ivo Malec. Następnie Piotr Kamler, obok filmów integralnie związanych z muzyką realizował filmy animowane narracyjne.
15 października 2008, podczas uroczystości w siedzibie Ministerstwa Kultury i Dziezictwa Narodowego odebrał z rąk ministra Bogdana Zdrojewskiego Srebrny Medal „Zasłużony Kulturze Gloria Artis”.
Jest jednym z bohaterów książki Jerzego Armaty Anima. Mistrzowie polskiej animacji (wyd. EGoFILM, Warszawa 2025).

## Filmografia
- 1959 Miasto
- 1961 Lignes et points (Linie i punkty)
- 1962 Reflets (Odbicia), nagroda: Rimini 1962
- 1963 Meurtre (Morderstwo)
- 1963 Hiver (Zima)
- 1966 La planete vert (Zielona planeta), nagroda: Kraków 1967
- 1968 Laraignelephant (Słonioga), nagrody: Prix Emile Cohl 1968, Mamaia 1968
- 1968 Le trou (Dziura), nagroda: Kraków 1969
- 1969 Le labyrinthe (Labirynt), nagroda: Melbourne 1972
- 1970 Délicieuse catastrophe (Słodka katastrofa), nagrody: Prix Emile Cohl 1971, Nowy Jork 1972, Grenoble 1972
- 1973 Coeur de secours (Zapasowe serce), nagrody: Kraków 1973, Annecy 1973
- 1975 Le pas (Krok), nagroda: Annecy 1975 – Grand Prix
- 1977–1982 Chronopolis wersja pełnometrażowa, nagrody: Best Childrens Film 1982, Critics Award – Porto Special Mention 1983
- 1982 Chronopolis wersja średniometrażowa
- 1993 Une Mission Éphémère (Ulotna Misja), nagroda: Marlyle Roi, za najlepszy film animowany 1994